# Jardín Botánico Nacional de Australia
El Jardín Botánico Nacional de Australia o en inglés: Australian National Botanic Gardens (ANBG), es un jardín botánico de 90 hectáreas en la Black Mountain aunque el jardín propiamente ocupa unas 40 hectáreas y con un área de vegetación natural preservada de 50 hectáreas, localizado en Canberra, estando administrado por el Departamento de Medioambiente y Herencia del gobierno de Australia.
Este jardín botánico es miembro del BGCI, y su código de reconocimiento internacional como institución botánica, así como las siglas de su herbario es  CBG.
El símbolo del ANBG es una rama de Banksia con una inflorescencia y un fruto, superpuestoa a una silueta de Australia.

## Localización

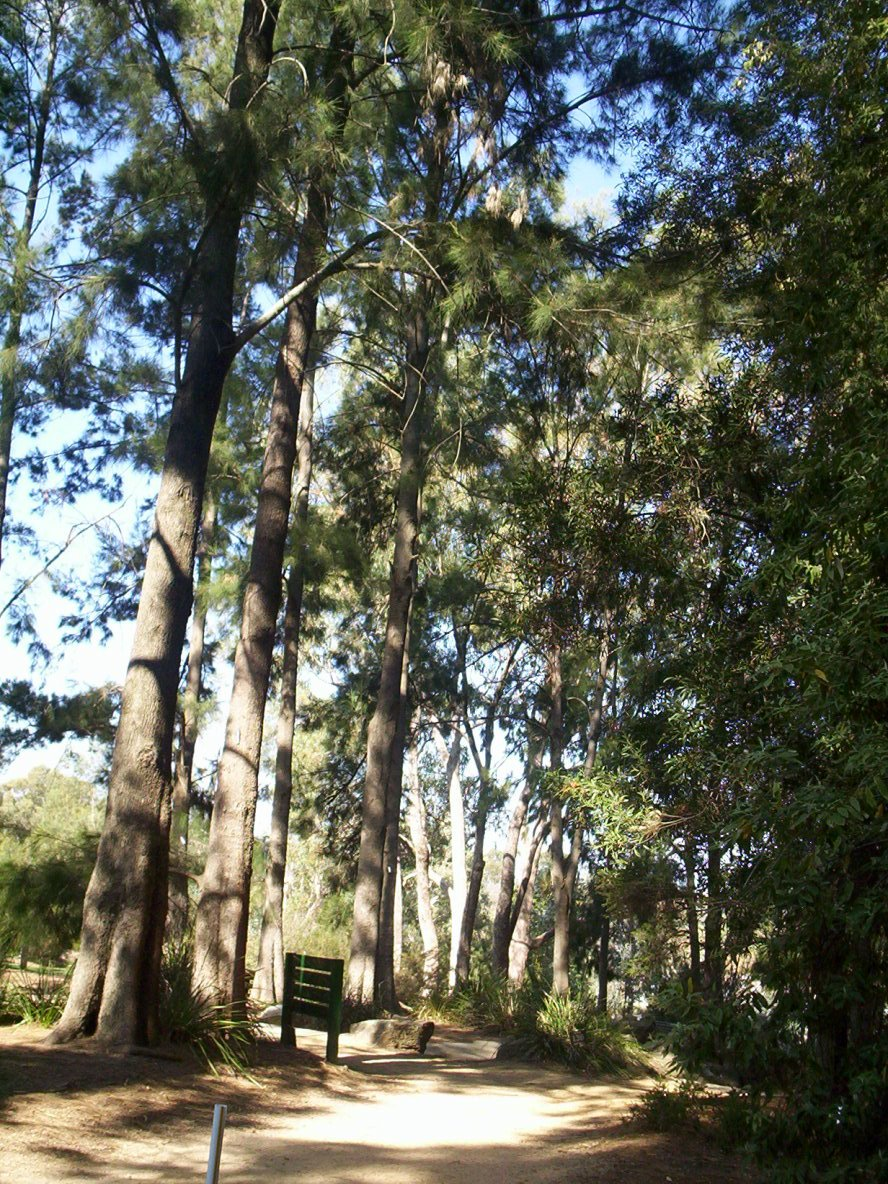
Árboles del Australian National Botanic Gardens.

Se encuentra en Clunies Ross Street, al pie de la montaña "Black Mountain", Canberra.
Australian National Botanic Gardens GPO Box 1777 Clunies-Ross St., Black Mtn. (Acton)
Canberra ACT 2601 Australian Capital Territory, Australia.
Planos y vistas satelitales, 35°19′34.68″S 149°5′23.64″E / -35.3263000, 149.0899000
Está abierto al público a lo largo de todo el año.
- Promedio Anual de Lluvias: 664 mm
- Altitud: 571.00 m s. n. m.

## Historia
Cuando Canberra estaba siendo diseñada en la década de 1930, la creación de los jardines fue recomendado por el Consejo Consultivo del Territorio de la Capital Federal, en un informe realizado en 1933. En 1935 por el Informe Dickson se dispone un marco para su desarrollo.
Un buen espacio para los jardines se encontró en la falda de la Montaña Negra (Black Mountain). En septiembre de 1949 tuvo lugar la ceremonia de plantar el primer árbol, por parte del primer ministro Ben Chifley y el director de Real Jardín Botánico de Kew, sir Edward Salisbury.
Las plantaciones del jardín, las obras de las instalaciones y la colección, fueron progresando y los jardines pudieron ser abiertos oficialmente en octubre de 1970 por el primer ministro John Gorton.

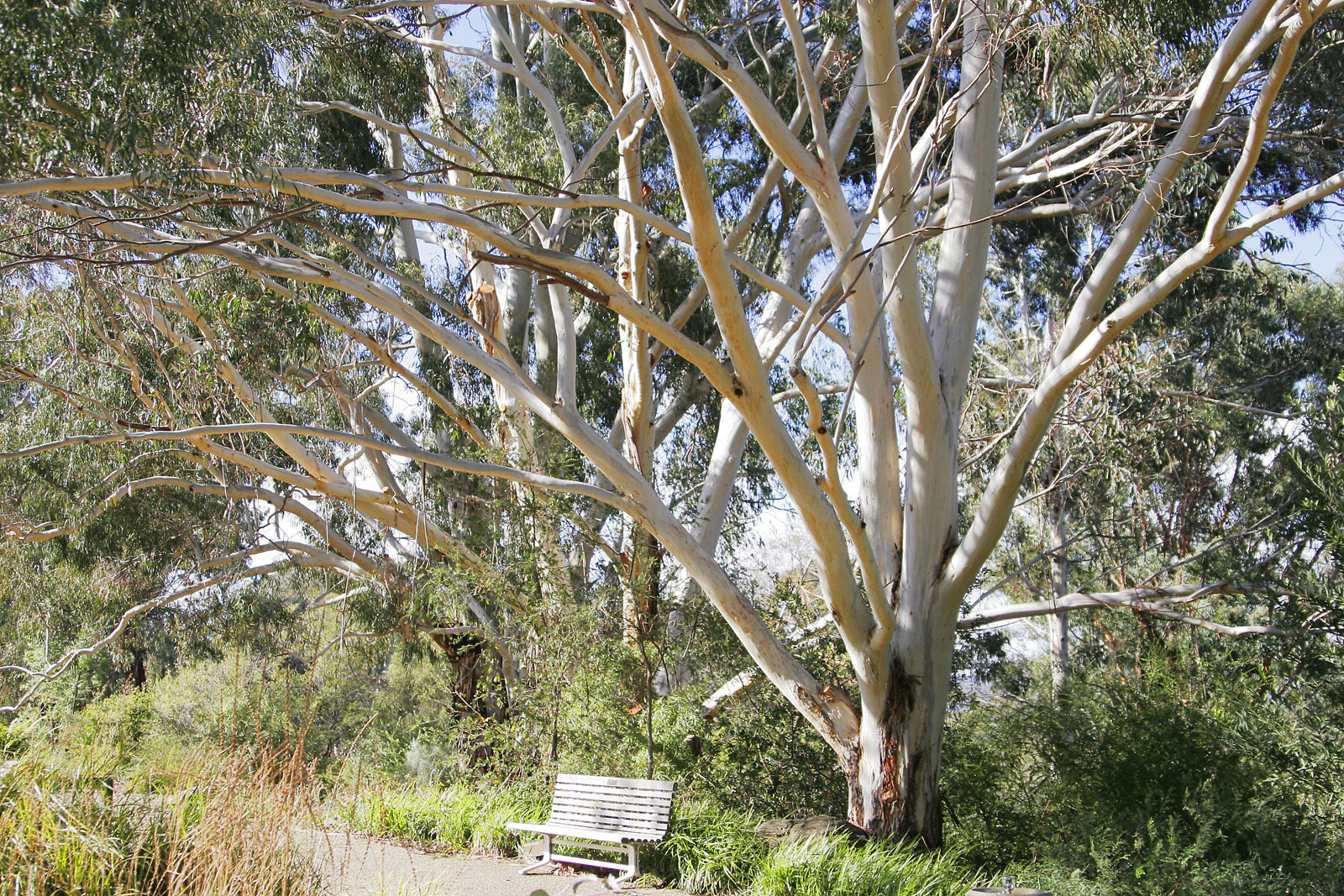
Zona de paseo del National Botanic Gardens

Los jardines tienen una extensión de 90 hectáreas en la Montaña Negra. Cerca de 40 hectáreas son actualmente los propios de jardín botánico. Los planes para el desarrollo del terreno restante están en suspenso hasta que los fondos estén disponibles.

## Colecciones
El ANBG es una colección de la flora natural australiana, la misión del ANBG es el estudio y promoción de la flora de Australia. Los jardines mantienen una variedad amplia de recursos botánicos para los investigadores y cultivan las plantas nativas amenazadas en estado silvestre

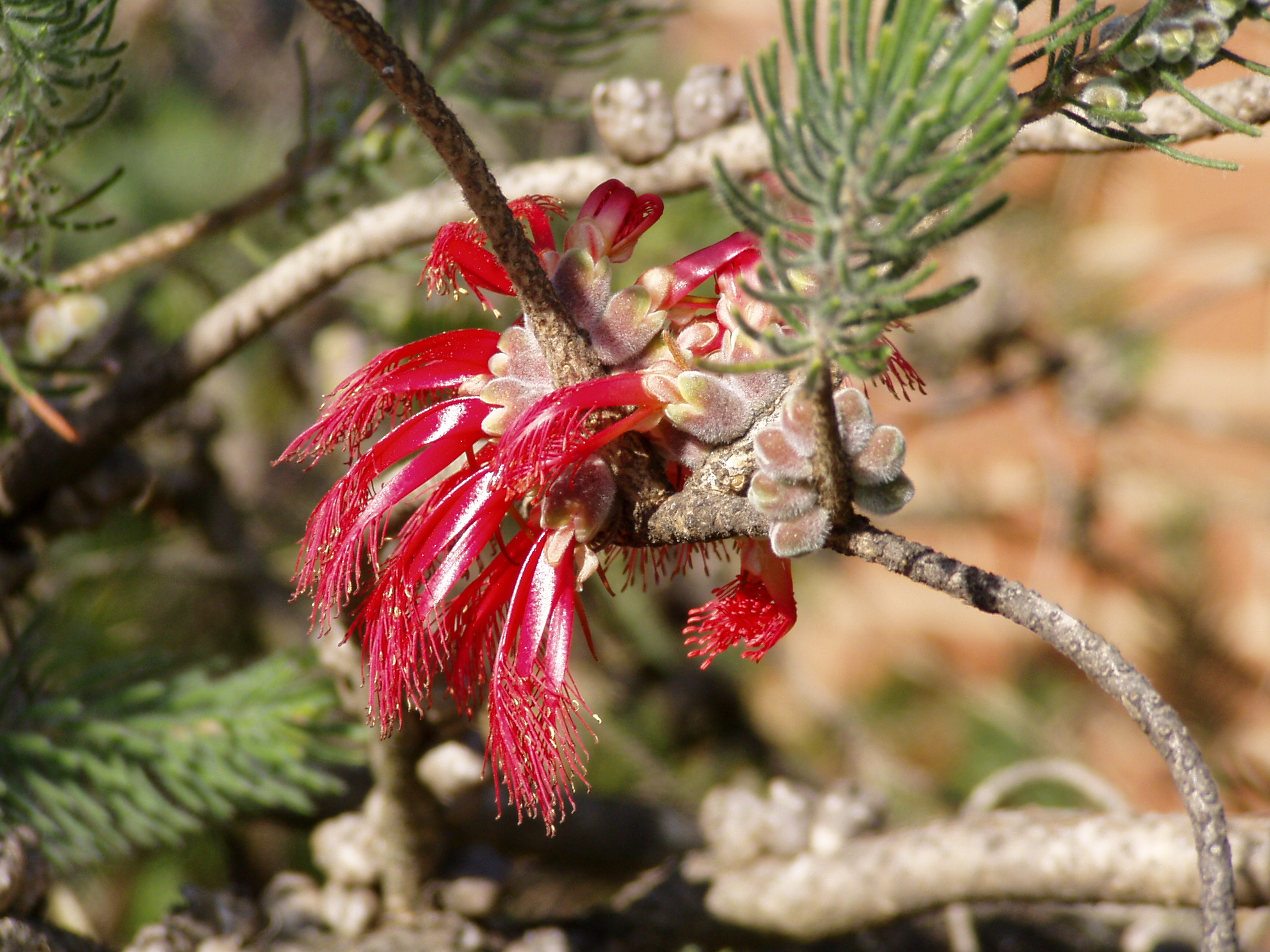
Floración del Calothamnus quadrifidus en el Australian National Botanic Gardens.

Los jardines se organizan en secciones temáticas, las plantas se agrupan por compartir proximidad taxonómica o presentadas en las agrupaciones ecológicas que existen en la naturaleza. Se cultivan más de 5500 especies. Las exhibiciones incluyen:
- Selva Gully, muestran las plantas existentes en el Este de Australia.
- Rocalla, muestra de plantas que se encuentran en zonas rocosas desde los desiertos hasata zonas alpinas.
- Flora de la Región de Sídney, una muestra de los diversos endemismos de la flora de las formaciones arenosas de la cuenca de Sídney .
- Plantas del Mallee, el malees es el nombre que se le da a un eucalipto de numerosas ramas y a los arbustos e hierbas que van asociados con este.
- Banksias, waratahs y grevilleas (familia Proteaceae)
- Callistemon, Leptospermum y Melaleuca (familia Myrtaceae)
- Eucaliptos, se exhiben una cincuentena de especies de eucalipto.
- Wattles (Género Acacia)
- Wollemia, se exhibe este fósil viviente, a raíz del descubrimiento de esta nueva especie de árbol en 1999.

## Equipamientos
- El Herbario Nacional de Australia (Australian National Herbarium) se mantiene dentro de los jardines botánicos nacionales. El herbarium contiene la colección más grande de especímenes (prensados, y secados), de plantas en Australia. El herbarium funciona en común con el CSIRO (centro para la investigación de la Biodiversidad de las plantas) como parte de un servicio común para la investigación. No está abierto al público. El herbarium nacional australiano participa en la creación del herbarium virtual de Australia (AVH), en el que se muestra un expediente basado en la información botánica, e incluye hasta ahora, unos seis millones de expedientes del espécimen que muestran la distribución geográfica, imágenes, el texto descriptivo y las herramientas de la identificación.

- El jardín posee una gran base de datos, donde se incluye el nombre de cada planta que aquí se encuentra. Es un punto sencillo de acceso al índice australiano más complejo APNI del nombre de la planta que enumera además todos los nombres científicos que se le han asignado a las plantas de Australia. Una gran colección de fotografías también se encuentra disponible.

- La Biblioteca del jardín tiene una colección importante de libros de botánica, periódicos, revistas, CD-ROM y mapas. Para poder utilizar sus servicios hay que concertar una sita previa.

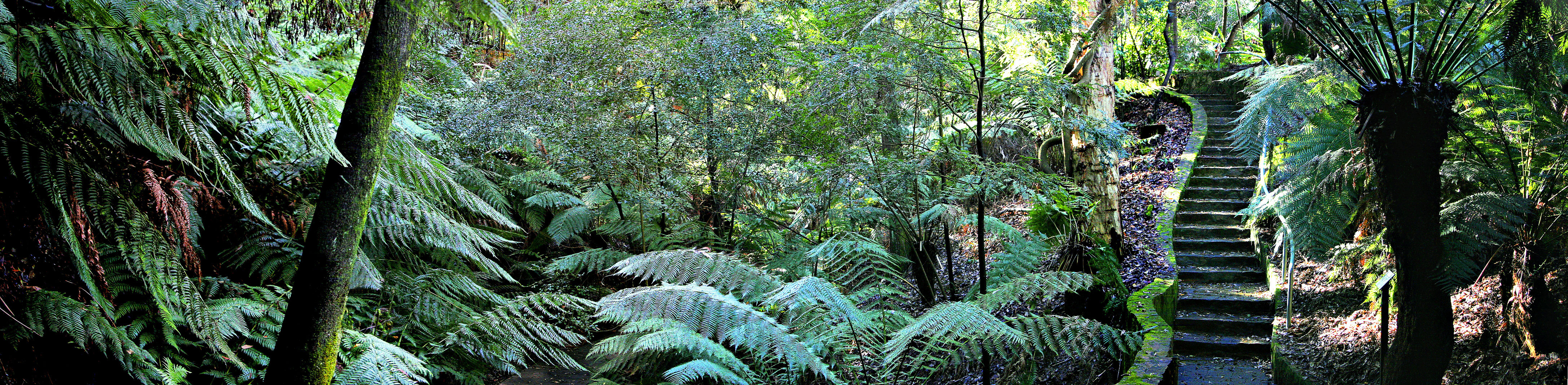
Senda por la selva en el Australian National Botanic Gardens.